# Glenea luteosignata
Glenea luteosignata är en skalbaggsart som beskrevs av Maurice Pic 1943. Glenea luteosignata ingår i släktet Glenea och familjen långhorningar. Inga underarter finns listade i Catalogue of Life.